# Поль Лосано
Поль Лосано Вісуете (ісп. Pol Lozano Vizuete; нар. 6 жовтня 1999 року в Сан-Кірза-дал-Бальєс, Іспанія) — іспанський футболіст, півзахисник клубу «Еспаньйол».

## Клубна кар'єра
Лосано — вихованець клубу «Еспаньйол». 2017 року для набуття ігрової практики він почав виступати за дублерів. 15 серпня 2019 року в кваліфікаційному матчі Ліги Європи проти швейцарського «Люцерна» Поль дебютував за основний склад.

## Міжнародна кар'єра
2016 року в складі юнацької збірної Іспанії Лосано здобув срібні медалі юнацького чемпіонату Європи в Азербайджані. На турнірі він зіграв у матчах проти команд Нідерландів, Сербії, Італії, Англії, Німеччини та Португалії.

## Титули і досягнення
Міжнародні
 Іспанія (до 17 років)
- Срібний призер юнацького чемпіонату Європи: 2018